# اسماعیل‌آباد (بردسکن)
اسماعیل‌آباد روستایی است کویری، که نام قدیم آن شهریار بوده است و این منطقه به دیار شهریار معروف بوده که در استان خراسان رضوی، شهرستان بردسکن، بخش انابد، دهستان درونه قرار دارد.و از جاذبه های گردشگری آن می‌توان به کویر نمک و رودخانه کویری که در طول تابستان می‌شود از آن نمک استخراج کرد و همچنین کال سبز که از درختچه های طاق و گز پرشده و شورزارها و کویر صاف و نرم و همچنین بنای قدیمی 5 طبقه که از گل ساخته شده و به برج معروف می‌باشد نام برد،

## جمعیت
بر اساس سرشماری سال ۱۳۹۵ جمعیت آن ۱۸۲ نفر با ۴۶ خانوار بوده‌است.